# Premi Finlàndia
El Premi Finlàndia (Finlandia-palkinto) és el guardó literari més prestigiós de Finlàndia, entregat per la Fundació finesa del llibre. Es lliura anualment a l'autor de nacionalitat finesa amb la millor novel·la escrita. A més, hi ha altres categories com el Premi Finlàndia Junior, per a obres infantils, i també per a llibres de no-ficció (Tieto-Finlandia). El premi a 2010 entregava la suma de 30 mil euros (prèviament havien estat 100.000 marcs finesos). Les obres poden ser en finès o en suec, però només pot ser entregat a autors finesos. Amb tot, el 2010 es va fer una excepció per a un nominat.

## Guardonats
| Any  | Autor              | Finalista                               | Novel·la                    | Llengua |
| ---- | ------------------ | --------------------------------------- | --------------------------- | ------- |
| 1984 | Erno Paasilinna    |                                         | Yksinäisyys ja uhma         | Finès   |
| 1985 | Jörn Donner        | Far och son                             | Suec                        |         |
| 1986 | Sirkka Turkka      | Tule takaisin, pikku Sheba              | Finès                       |         |
| 1987 | Helvi Hämäläinen   | Sukupolveni unta                        | Finès                       |         |
| 1988 | Gösta Ågren        | Jär                                     | Suec                        |         |
| 1989 | Markku Envall      | Samurai nukkuu                          | Finès                       |         |
| 1990 | Olli Jalonen       | Isäksi ja tyttäreksi                    | Finès                       |         |
| 1991 | Arto Melleri       | Elävien kirjoissa                       | Finès                       |         |
| 1992 | Leena Krohn        | Matemaattisia olioita tai jaettuja unia | Finès                       |         |
| 1993 | Bo Carpelan        | Kai Laitinen                            | Urwind                      | Suec    |
| 1994 | Eeva Joenpelto     | Tellervo Koivisto                       | Tuomari Müller, hieno mies  | Finès   |
| 1995 | Hannu Mäkelä       | Maria-Liisa Nevala                      | Mestari                     | Finès   |
| 1996 | Irja Rane          | Aki Kaurismäki                          | Naurava neitsyt             | Finès   |
| 1997 | Antti Tuuri        | Lassi Nummi                             | Lakeuden kutsu              | Finès   |
| 1998 | Pentti Holappa     | Liisamaija Laaksonen                    | Ystävän muotokuva           | Finès   |
| 1999 | Kristina Carlson   | Erkki Liikanen                          | Maan ääreen                 | Finès   |
| 2000 | Johanna Sinisalo   | Auli Viikari                            | Ennen päivänlaskua ei voi   | Finès   |
| 2001 | Hannu Raittila     | Claes Andersson                         | Canal Grande                | Finès   |
| 2002 | Kari Hotakainen    | Lasse Pöysti                            | Juoksuhaudantie             | Finès   |
| 2003 | Pirkko Saisio      | Mervi Kantokorpi                        | Punainen erokirja           | Finès   |
| 2004 | Helena Sinervo     | Jukka Sarjala                           | Runoilijan talossa          | Finès   |
| 2005 | Bo Carpelan        | Paavo Lipponen                          | Berg                        | Suec    |
| 2006 | Kjell Westö        | Jyrki Nummi                             | Där vi en gång gått         | Suec    |
| 2007 | Hannu Väisänen     | Kaisu Mikkola                           | Toiset kengät               | Finès   |
| 2008 | Sofi Oksanen       | Pekka Tarkka                            | Puhdistus                   | Finès   |
| 2009 | Antti Hyry         | Tuula Arkio                             | Uuni                        | Finès   |
| 2010 | Mikko Rimminen     | Minna Joenniemi                         | Nenäpäivä                   | Finès   |
| 2011 | Rosa Liksom        | Pekka Milonoff                          | Hytti nro 6                 | Finès   |
| 2012 | Ulla-Lena Lundberg | Tarja Halonen                           | Is                          | Suec    |
| 2013 | Riikka Pelo        | Asko Sarkola                            | Jokapäiväinen elämämme      | Finès   |
| 2014 | Jussi Valtonen     | Anne Brunila                            | He eivät tiedä mitä tekevät | Finès   |
| 2015 | Laura Lindstedt    | Hector                                  | Oneiron                     | Finès   |

## Premi Finlàndia Júnior
Aquest premi s'entrega al millor text de literatura infantil i juvenil.
| Any  | Autor                           | Títol en finès                          | Elector |                      |
| ---- | ------------------------------- | --------------------------------------- | ------- | -------------------- |
| 1997 | Alexis Kouros                   | Gondwanan lapset                        |         |                      |
| 1998 | Leena Laulajainen               | Kultamarja ja metsän salaisuudet        |         |                      |
| 1999 | Kari Levola                     | Tahdon                                  |         |                      |
| 2000 | Tomi Kontio                     | Keväällä isä sai siivet                 |         | Riitta Uosukainen    |
| 2001 | Kira Poutanen                   | Ihana meri                              |         | M. A. Numminen       |
| 2002 | Raili Mikkanen                  | Ei ole minulle suvannot                 |         | Päivi Lipponen       |
| 2003 | Arja Puikkonen                  | Haloo kuuleeko kaupunki                 |         | Kirsti Mäkinen       |
| 2004 | Riitta Jalonen                  | Tyttö ja naakkapuu                      |         | Jukka Kajava         |
| 2005 | Tuula Korolainen                | Kuono kohti tähteä                      |         | Matti Ranin          |
| 2006 | Timo Parvela                    | Keinulauta                              |         | Jukka Virtanen       |
| 2007 | Aino Havukainen i Sami Toivonen | Tatun ja Patun Suomi                    |         | Inkeri Näätsaari     |
| 2008 | Esko-Pekka Tiitinen             | Villapäät                               |         | Maria Kaisa Aula     |
| 2009 | Mari Kujanpää                   | Minä ja Muro                            |         | Marko Vuoriheimo     |
| 2010 | Siri Kolu                       | Me Rosvolat                             |         | Hannu-Pekka Björkman |
| 2011 | Vilja-Tuulia Huotarinen         | Valoa, valoa, valoa                     |         | Paula Vesala         |
| 2012 | Christel Rönns                  | Det vidunderliga ägget                  |         | Mari Rantasila       |
| 2014 | Maria Turtschaninoff            | Maresi. Krönikor från det röda klostret |         |                      |

## Premi Tieto-Finlandia
El Premi Tieto-Finlandia és el més prestigiós en no-ficció de Finlàndia.
| Any  | Autor                                                         | Finalista | Títol | Llengua |
| ---- | ------------------------------------------------------------- | --- | --- | ------- |
| 1989 | Erik Tawaststjerna                                            | | Jean Sibelius 1–5 | Finès   |
| 1990 | Markku Löytönen                                               | Matka-arkku. Suomalaisia tutkimusmatkailijoita                                                                   | | Finès   |
| 1991 | Olli Marttila, Tari Haahtela, Hannu Aarnio, Pekka Ojalainen   | Suomen päiväperhoset                                                                                             | | Finès   |
| 1992 | Jukka Salo, Mikko Pyhälä                                      | Amazonia | | Finès   |
| 1993 | Erik Wahlström, Tapio Reinikainen, Eeva-Liisa Hallanoro       | Ympäristön tila Suomessa                                                                                         | | Finès   |
| 1994 | Heikki Ylikangas                                              | Tie Tampereelle. Dokumentoitu kuvaus Tampereen antautumiseen johtaneista sotatapahtumista Suomen sisällissodassa | | Finès   |
| 1995 | Matti Sarmela                                                 | Suomen perinneatlas                                                                                              | | Finès   |
| 1996 | Pekka Kivikäs                                                 | Kalliomaalaukset – muinainen kuva-arkistomme                                                                     | | Finès   |
| 1997 | Fabian Dahlström, Erkki Salmenhaara, Mikko Heiniö             | Suomen musiikin historia 1–4                                                                                     | | Finès   |
| 1998 | Hannu Karttunen                                               | Leena Palotie | Vanhin tiede. Tähtitiedettä kivikaudesta kuulentoihin                                                                                       | Finès   |
| 1999 | Kari Enqvist                                                  | | Olemisen porteilla | Finès   |
| 2000 | Anu Kantola et al.                                            | Maailman tila ja Suomi                                                                                           | | Finès   |
| 2001 | Heikki Paunonen, Marjatta Paunonen                            | Tsennaaks Stadii, bonjaaks slangii. Stadin slangin suursanakirja                                                 | | Finès   |
| 2002 | Esko Valtaoja                                                 | Metropolitan Ambrosius                                                                                           | Kotona maailmankaikkeudessa | Finès   |
| 2003 | Antti Helanterä, Veli-Pekka Tynkkynen                         | Astrid Gartz | Maantieteelle Venäjä ei voi mitään | Finès   |
| 2004 | Elina Sana                                                    | Hannu Taanila | Luovutetut. Suomen ihmisluovutukset Gestapolle                                                                                              | Finès   |
| 2005 | Sami Koski, Mika Rissanen, Juha Tahvanainen                   | Kari Raivio | Antiikin urheilu | Finès   |
| 2005 | Jari Leskinen, Antti Juutilainen                              | Helena Ranta | Jatkosodan pikkujättiläinen | Finès   |
| 2006 | Erkki Tuomioja                                                | Raimo Väyrynen                                                                                                   | Häivähdys punaista. Hella Wuolijoki ja hänen sisarensa Salme Pekkala vallankumouksen palveluksessa. English title: A Delicate Shade of Pink | Anglès  |
| 2007 | Peter von Bagh                                                | Matti Apunen | Sininen laulu | Finès   |
| 2008 | Marjo T. Nurminen                                             | Veikko Sonninen                                                                                                  | Tiedon tyttäret | Finès   |
| 2009 | Henrika Tandefelt                                             | Björn Wahlroos                                                                                                   | Borgå 1809. Ceremoni och fest | Suec    |
| 2010 | Vesa Sirén                                                    | Sinikka Salo | Suomalaiset kapellimestarit | Finès   |
| 2011 | Soili Stenroos, Teuvo Ahti, Katileena Lohtander, Leena Myllys | Alf Rehn | Suomen jäkäläopas | Finès   |
| 2012 | Elina Lappalainen                                             | Janne Virkkunen                                                                                                  | Syötäväksi kasvatetut – Miten ruokasi eli elämänsä                                                                                          | Finès   |
| 2013 | Ville Kivimäki                                                | Maija Tanninen-Mattila                                                                                           | Murtuneet Mielet. | Finès   |
| 2014 | Mirkka Lappalainen                                            | Heikki Hellman                                                                                                   | Pohjolan Leijona – Kustaa II Adolf ja Suomi 1611–1632                                                                                       | Finès   |
| 2015 | Tapio Tamminen                                                | Arto Nyberg | Kansankodin pimeämpi puoli | Finès   |